# Красна (Ковасна)
Красна (рум. Crasna) насеље је у Румунији у округу Ковасна у општини Сита Бузаулуј. Oпштина се налази на надморској висини од 660 m.

## Становништво
Према подацима из 2002. године у насељу је живело 593 становника, од којих су сви румунске националности.